# Traditionellt mete
Traditionellt mete  är en form av tävlingsmete i sötvatten. Grenen är en av två tävlingsgrenar som sanktioneras av förbundet Sportfiskarna, den andra grenen är internationellt mete.  
Deltagarna lottas vanligen till en plats och skall under en begränsad tid på fyra timmar ta upp fisk. Placeringen i tävlingen avgörs av hur hög vikt de upptagna fiskarna har. 
Det finns olika varianter av traditionellt mete som inte sanktioneras av förbundet. En gren är så kallat pinnamete där man fiskar på en mindre yta och endast får använda toppknutna teleskopiska metspön med maximalt 7 meters längd. Det förekommer även "poängmete" där antalet fångade fiskar avgör.
Normal avlivar man all fisk vid de olika varianterna av traditionella tävlingar.